# Aeroportul Wanganui
Aeroportul Wanganui (IATA: WAG, ICAO: NZWU) este un aeroport din Manawatū-Whanganui⁠(d), Noua Zeelandă ce deservește zona Whanganui. A fost deschis în 1954.
Situat la o altitudine de 8 m, aeroportul dispune de o singură pistă.